# Mirza Delibašić
Mirza Delibašić (ur. 9 stycznia 1954 w Tuzli, zm. 8 grudnia 2001 w Sarajewie) – bośniacki koszykarz, występujący na pozycji obrońcy, reprezentant Jugosławii, mistrz świata, mistrz olimpijski, dwukrotny mistrz Europy, trener koszykarski.
Karierę sportową zakończył z powodu wylewu, którego doznał we wrześniu 1983 roku podczas przedsezonowego treningu we włoskim klubie Caserta. Po tym wydarzeniu powrócił do Sarajewa, gdzie w pierwszej połowie lat 90. pracował jako trener z reprezentacją Bośni i Hercegowiny.

## Osiągnięcia
Zespołowe
- Mistrz[2]:
  - Euroligi (1979)
  - Hiszpanii (1982)
  - Jugosławii (1978, 1980)
- Wicemistrz:
  - Hiszpanii (1981, 1983)
  - Jugosławii (1977)
- Zdobywca[2]:
  - Pucharu Interkontynentalnego (1981)
  - Pucharu Jugosławii (1978)
- Finalista pucharu:
  - Saporty (1982)
  - Hiszpanii (1981, 1982)
  - Jugosławii (1980)
  - Koracia (1978)
- dwukrotny brązowy medalista Euroligi (1980, 1983)

Indywidualne
- trzykrotny uczestnik spotkań gwiazd FIBA (1978, 2 x 1981)
- Wybrany do:
  - FIBA’s 50 Greatest Players
  - 50 Greatest Euroleague Contributors (2008)
  - FIBA Hall of Fame (2007)[2]
- Sportowiec XX w. Bośni i Hercegowiny (2000)[2]
- Zdobywca orderu olimpijskiego IOC (2001)[2]

Reprezentacja
- Mistrz[2]:
  - świata (1978)
  - Europy (1975, 1977)
  - Mistrz olimpijski (1980)
  - Europy U–18 (1972)
  - Europy kadetów (1971)
- Wicemistrz[2]:
  - Europy (1981)
  - olimpijski (1976)
- Brązowy medalista mistrzostw[2]:
  - świata (1982)
  - Europy (1979)

Trenerskie
- Uczestnik mistrzostw Europy z reprezentacją Bośni i Hercegowiny (1993 – 8.miejsce)